# Kamareddy
Kamareddy è una suddivisione dell'India, classificata come municipality, di 64.222 abitanti, situata nel distretto di Nizamabad, nello stato federato del Telangana. In base al numero di abitanti la città rientra nella classe II (da 50.000 a 99.999 persone).

## Geografia fisica
La città è situata a 18° 19' 0 N e 78° 20' 60 E e ha un'altitudine di 495 m s.l.m..

## Società

### Evoluzione demografica
Al censimento del 2001 la popolazione di Kamareddy assommava a 64.222 persone, delle quali 32.665 maschi e 31.557 femmine. I bambini di età inferiore o uguale ai sei anni assommavano a 8.306, dei quali 4.183 maschi e 4.123 femmine. Infine, coloro che erano in grado di saper almeno leggere e scrivere erano 42.174, dei quali 24.301 maschi e 17.873 femmine.